# Вук (сазвежђе)
Вук је сазвежђе јужног неба, и једно је од 48 оригиналних Птолемејевих сазвежђа. Грци су га звали Therion а Римљани Bestia, што значи једноставно „звер“. Представља дивљу звер набијену на колац коју носи Кентаур како би је жртвовао на олтару.

## Карактеристике
Вук је оивичен са шест различитих сазвежђа, иако се једно од њих (Хидра) само додирује на углу. Осталих пет су Шкорпион (шкорпион), Угломер (прави угао), Шестар (компас), Вага (вага за равнотежу) и Кентаур (кентаур). Покривајући 333,7 квадратних степени и 0,809% ноћног неба, заузима 46. место од 88 савремених сазвежђа. Скраћеница од три слова за сазвежђе, коју је усвојила Међународна астрономска унија 1922. године, је Lup. Званичне границе сазвежђа дефинисане су дванаестостраним полигоном (илустрованим у инфокутији). У екваторијалном координатном систему, координате правог успона ових граница се налазе између 14h 17m 48.0635s и 16h 08m 36.6735s, док су координате деклинације између -29,83° и -55,58°. Цело сазвежђе је видљиво посматрачима јужно од географске ширине 34 °CГШ.